# Alto do Rodrigues
Alto do Rodrigues is een gemeente in de Braziliaanse deelstaat Rio Grande do Norte. De gemeente telt 12.045 inwoners (schatting 2009).
De gemeente grenst aan Pendências, Afonso Bezerra, Assu en Carnaubais.